# HMAS Anzac (FFH 150)
Pour les articles homonymes, voir HMAS Anzac.
Le HMAS Anzac (FFH 150) était le navire de tête de la classe Anzac de frégates utilisées par la Royal Australian Navy (RAN) et la Royal New Zealand Navy (RNZN). Entré en service en Australie en 1996, le navire a opéré dans le cadre de la force de maintien de la paix INTERFET en 1999. En 2003, il a été impliqué dans la bataille d'Al Faw et est devenu le premier navire de la RAN à tirer au combat depuis la guerre du Vietnam.
En février 2024, le gouvernement australien a annoncé que le HMAS Anzac ne repartirait pas en mer et serait dans un avenir proche le premier navire de sa classe à être désarmé, suivi de son sister-ship le HMAS Arunta (FFH 151) en 2026. Le HMAS Anzac a été désarmé le 18 mai 2024 après 28 ans de service.

## Conception et construction
L’origine de la classe Anzac est le plan de la RAN visant à remplacer les six destroyers d'escorte de classe River par une frégate de patrouille de capacité moyenne,,. L’industrie australienne de la construction navale était considérée comme incapable de concevoir des navires de guerre, alors la RAN a décidé de prendre une conception étrangère éprouvée et de la modifier,. À peu près à la même époque, la Royal New Zealand Navy (RNZN) cherchait à remplacer ses quatre frégates de classe Leander. Une détérioration des relations entre la Nouvelle-Zélande et les États-Unis, la nécessité d’améliorer les alliances avec les pays voisins et les points communs entre les exigences des navires de la RAN et de la RNZN ont conduit les deux nations à commencer à collaborer en 1987 en vue de l’acquisition des nouveaux navires,. Un appel d'offres a été lancé par l’Anzac Ship Project à la fin de 1986, avec 12 modèles de navires (dont un dirigeable) proposés,. En août 1987, les candidats de l’appel d’offres ont été réduits à la classe Meko 200 de Blohm + Voss, à la classe M (plus tard classe Karel Doorman) proposée par Royal Schelde et à une frégate de type 23 de taille réduite proposée par Yarrow Shipbuilders,. En 1989, le gouvernement australien a annoncé que le constructeur naval AMECON basé à Melbourne (qui est devenu Tenix Defence) construirait le modèle MEKO 200 modifié,,. Les Australiens commandèrent huit navires, tandis que la Nouvelle-Zélande en commanda deux, avec une option non exercée pour deux autres,.
Les frégates de classe Anzac sont basées sur les frégates de classe Meko 200 PN (ou classe Vasco da Gama) de Blohm + Voss, modifiées pour répondre aux spécifications australiennes et néo-zélandaises et pour maximiser l’utilisation d’équipements construits localement,. Chaque frégate a un déplacement de 3600 tonnes à pleine charge. Les navires mesurent 109 mètres de long à la ligne de flottaison et 118 mètres de longueur hors tout, avec une largeur de 14,8 mètres et un tirant d'eau de 4,35 mètres à pleine charge. La propulsion est de type diesel ou gaz combinés (CODOG), avec une turbine à gaz General Electric LM2500-30 de 30172 ch (22499 kW) et deux moteurs diesel MTU 12V1163 TB83 de 8840 ch (6590 kW) entraînant deux hélices à pas variable,. La vitesse maximale est de 27 nœuds (50 km/h) et le rayon d'action maximal est de plus de 6000 milles marins (11000 km) à 18 nœuds (33 km/h). Les navires sont environ 50 % plus grands que les autres modèles MEKO 200,,. L’équipage standard d’une frégate de classe Anzac se compose de 22 officiers et 141 marins.
Lors de la conception, l’armement principal des frégates était un canon de 5 pouces/54 calibres Mark 45, complété par un système de lancement vertical Mark 41 à huit cellules pour les missiles RIM-7 Sea Sparrow ou RIM-162 Evolved Sea Sparrow, deux mitrailleuses de 12,7 millimètres (.50 pouce) et deux ensembles de tubes lance-torpilles triples Mk 32 SVTT, tirant initialement des torpilles Mark 46, mais plus tard mis à niveau pour utiliser la torpille MU90 Impact,,. Ils ont également été conçus pour, mais non dotés immédiatement, d’un système d'arme rapproché de deux Mini Typhoon, installés si nécessaire à partir de 2005, deux lanceurs de missiles antinavires Harpoon à quatre tubes (qui ont été installés sur les navires de la RAN à partir de 2005), et un deuxième lanceur Mark 41 (qui n’a pas été ajouté),,. Les frégates Anzac australiennes utilisent un hélicoptère Sikorsky S-70B-2 Seahawk. Les plans pour les remplacer par des Kaman SH-2G Super Seasprite ont été annulés en 2008 en raison de problèmes persistants,,.

## Histoire opérationnelle
Le HMAS Anzac a été mis en chantier le 5 novembre 1993 à Williamstown, dans l'État de Victoria. Le navire a été assemblé à partir de six modules de coque et de six modules de superstructure, mais contrairement aux navires ultérieurs de la classe, dont les modules ont été fabriqués sur trois sites distincts, le HMAS Anzac a été entièrement construit à Williamstown. La frégate a été lancée le 16 septembre 1994 par l’infirmière de l’armée Vivian Statham. Le HMAS Anzac a été mis en service dans la RAN à Station Pier à Melbourne le 18 mai 1996. Le nom du navire est en hommage au corps d'armée australien et néo-zélandais (ANZAC) et son service pendant la Première Guerre mondiale.
En octobre 1997, le HMAS Anzac a mené l’opération Dirk, soutenue par le HMAS Westralia, ciblant les navires de pêche illégale dans l’océan Austral, attrapant la légine australe autour des îles Heard-et-MacDonald dans la zone de pêche australienne, tandis que le Salvora et l'Aliza Glacial appréhendés étaient arraisonnés par des plongeurs-démineurs,
Le HMAS Anzac a été déployé au Timor oriental du 19 au 29 septembre 1999 dans le cadre de la force de maintien de la paix INTERFET dirigée par l’Australie. Le navire a ensuite reçu l’honneur de bataille « Timor oriental 1999 » en reconnaissance de ce déploiement,.
29 octobre 2000, le HMAS Anzac rejoint le navire de recherche RV Franklin du CSIRO à 300 milles marins à l’ouest de Fremantle, après avoir répondu à son appel de détresse lors d’une escale à Albany. Par gros temps, y compris une houle de six mètres, des vents de 40 nœuds et une faible visibilité, le HMAS Anzac a lancé un RHIB (bateau semi-rigide) et a transféré une équipe médicale sur le RV Franklin pour stabiliser le patient et le transférer sur le HMAS Anzac. Le patient a été transféré par hélicoptère le lendemain à Perth lorsque le HMAS Anzac est arrivé à portée de vol de l’aéronef. Le HMAS Anzac avait embarqué une équipe de reportage de GWN à Albany et l’équipe du HMAS Anzac a pu filmer une partie du sauvetage. L’équipe médicale et l’équipage du bateau ont reçu une mention élogieuse des commandants maritimes. L’équipage du bateau a également reçu une mention élogieuse du CN.
Entre 2001 et 2003, le HMAS Anzac a été déployé dans le golfe Persique à trois reprises.
Le HMAS Anzac a été déployé dans le golfe Persique pour la troisième fois de février à mai 2003, dans le cadre de l’opération Falconer. Le 21 mars 2003, le HMAS Anzac a fourni un appui-feu naval lors de la bataille d'Al Faw. L’intention de l’assaut était de capturer la péninsule d'Al Faw avant que les forces irakiennes ne puissent saboter les deux principaux terminaux pétroliers de la région. La frégate commença sa première mission d’appui-feu à 6 h 04 le 21 mars (la première fois qu’un navire de la RAN tirait au combat en 31 ans) et accomplit sept missions de tir sur une période de trois jours. La frégate a reçu la Meritorious Unit Citation le 27 novembre 2003 pour son service lors de ce déploiement. En mars 2010, le HMAS Anzac a reçu les honneurs de bataille « Golfe Persique 2001-03 » et « Irak 2003 »,.
En 2005, le HMAS Anzac a participé à un déploiement Northern Trident : un voyage autour du monde destiné à montrer le drapeau australien dans l’hémisphère nord. Dans le cadre de ce déploiement, le HMAS Anzac a participé aux cérémonies du 90e anniversaire du débarquement de Gallipoli et à la revue de la flotte pour le bicentenaire de la bataille de Trafalgar.
Dans la matinée du 13 mars 2009, le HMAS Anzac était l’un des dix-sept navires de guerre participant à une cérémonie d’entrée et de revue de la flotte dans le port de Sydney, le plus grand rassemblement de navires de la RAN depuis le bicentenaire de l’Australie en 1988. La frégate était l’un des treize navires participant à la cérémonie d’entrée par Sydney Heads, et a jeté l’ancre dans le port pour la revue.
De juillet 2012 à janvier 2013, le HMAS Anzac a été affecté à la rotation 29 de l’opération Slipper dans le cadre de la Coalition internationale contre le terrorisme (ICAT), qui comprenait la lutte contre la piraterie dans la région de la mer d'Oman et ailleurs.
En 2014, le HMAS Anzac a été le troisième navire de sa classe à subir la mise à niveau de la défense antimissile antinavire (ASMD). La mise à niveau a eu lieu en 2014 et au début de 2015, elle comprenait l’installation des radars à réseau phasé CEAFAR et CEAMOUNT de CEA Technologies, sur de nouveaux mâts, un système de recherche et de poursuite infrarouge Vampir NG et des systèmes de radar de navigation Sharpeye, ainsi que des améliorations de l’équipement et de l’aménagement de la salle des opérations.
Entre mars et octobre 2015, le HMAS Anzac a participé à un deuxième déploiement Northern Trident,,. Le tour du monde de 27000 milles marins (50000 km) comprenait des escales dans 11 pays et la participation à des commémorations pour les débarquements de Gallipoli et de Normandie,.
Le HMAS Anzac a obtenu la liberté d’entrée dans la ville d’Albany, en Australie-Occidentale. Albany est le port d’où le premier convoi de l’ANZAC a quitté l’Australie.
En février 2024, il a été annoncé que le HMAS Anzac, le premier de sa classe, devait être mis hors service en 2024, afin de libérer des fonds pour un futur renforcement de la RAN. Son sister-ship, le HMAS Arunta, devrait être mis hors service en 2026, tandis que le reste de la classe ne recevrait plus d’améliorations majeures,. Le 18 mai 2024, une cérémonie de déclassement du HMAS Anzac a eu lieu au HMAS Stirling,.